# James Cook
James Cook (Marton, Middlesbrough, Anglaterra, 27 o 28 d'octubre de 1728 - Badia de Kealakekua, Hawaii, 14 de febrer de 1779) fou un explorador i cartògraf anglès; va assolir el rang de capità de la Royal Navy, l'Armada Reial britànica. Cook va ser el primer a traçar Terranova abans de fer tres viatges a l'oceà Pacífic en els quals va aconseguir explorar les principals illes d'aquesta regió. Entre d'altres, va ser el primer europeu a explorar la costa oriental d'Austràlia i les illes Hawaii i va fer la primera circumnavegació de Nova Zelanda. Va obrir el camí de les exploracions científiques i antropològiques, i dels grans viatges de navegació, combatent l'escorbut. Va morir a l'illa de Hawaii durant un atac dels nadius durant el seu tercer viatge d'exploració al Pacífic.
Cook va treballar a la marina mercant britànica quan era un adolescent, i va allistar-se a la Royal Navy el 1755. Va entrar en acció en la guerra dels Set Anys, i posteriorment cartografià gran part de l'entrada del riu Sant Llorenç, durant el setge de Quebec. Això va permetre que el general Wolfe pogués executar amb èxit el seu atac a les planes d'Abraham, i va fer parar l'atenció de l'Almirallat i la Reial Societat vers Cook. Aquest avís es va produir en un moment crucial, tant en la seva carrera personal com en la direcció de l'exploració britànica d'ultramar. D'aquesta manera, el 1766 partí com comandant de l'Endeavour per al primer de tres viatges per l'oceà Pacífic.
Cook explorà i cartografià moltes illes i costes. Els seus èxits poden atribuir a una combinació de la nàutica, la topografia superior i les habilitats cartogràfiques, el valor en l'exploració de llocs perillosos per confirmar els fets com, per exemple, la incursió en el cercle polar antàrtic i les exploracions al voltant de la Gran Barrera de Corall; també cal destacar la capacitat de conduir els homes en les condicions adverses, i l'audàcia, tant pel que fa a les seves exploracions com la seva voluntat de superar les instruccions donades per l'Almirallat.
Un fet de summa importància en el primer viatge va ser que cap home de la seva tripulació va morir d'escorbut, afecció que havia delmat moltes expedicions marítimes anteriors. Això es va deure a una especial preocupació de Cook per millorar les condicions d'higiene i la dieta dels seus subordinats durant el viatge, en què va incloure els cítrics com a preventius de la malaltia, segons un descobriment del metge anglès James Lind.

## Primers anys
James Cook va néixer a Marton, North Yorkshire, actualment un suburbi de l'actual Middlesbrough. Va ser batejat a l'església local de sant Cuthbert, on encara actualment el seu nom pot ser llegit en el registre de l'església. Era d'origen humil, d'una família de pagesos. Els seus pares foren James, un immigrant escocès, i Grace Pace, de Thornaby on Tees. En total van tenir vuit fills i James en fou el segon. El 1736, la seva família es va mudar a la granja Airey Holme a Great Ayton, on l'amo del pare, Thomas Skottowe, va pagar els estudis dels fills, perquè assistissin a l'escola local, un edifici que actualment s'ha convertit en museu. El 1741, després de cinc anys d'escolaritat, va començar a treballar per al seu pare, que ara havia estat promogut com gerent de la granja; l'ajudava en l'administració. En els moments d'oci pujava dalt d'un turó proper, Roseberry Topping, on podia gaudir de la solitud.
El 1745, amb setze anys, Cook va deixar la seva llar per a treballar com a aprenent en una botiga de queviures i merceria de William Sanderson, al poble de pescadors de Staithes, a uns 32 quilòmetres de casa. Després d'un any i mig allà, l'amo de la botiga va trobar que James no era apropiat per a aquest treball; per aquest motiu, el va portar a la ciutat portuària de Whitby, al comtat de North Yorkshire, i el va presentar a John i Henry Walker. Aquests eren uns armadors prominents, també quàquers, i es dedicaven al negoci del carbó; la seva casa és ara el Captain Cook Memorial Museum. Cook va ser contractat com a aprenent en un mercant de la petita flota de vaixells que transportaven carbó al llarg de la costa anglesa. La seva primera missió va ser a bord del Freelove Collier, i va passar uns quants anys navegant entre el riu Tyne i Londres. Així va entrar en contacte amb el mar i les embarcacions, que seran la seva gran passió.
Com a part del seu aprenentatge, Cook es va dedicar a l'estudi de l'àlgebra, geometria, trigonometria, navegació marítima i astronomia; totes les habilitats que necessitaria un dia a l'ordre del seu propi vaixell. Una vegada que va completar el seu aprenentatge de tres anys, va començar a treballar en vaixells comercials del mar Bàltic, on va escalar ràpidament a través dels diferents rangs de la marina mercant. Les seves habilitats per a l'ofici en el dur Mar del Nord li van valdre que l'any 1755, als 27 anys, se li oferís el càrrec de Mate, l'oficial encarregat de la navegació del vaixell mercant, en el bergantí Friendship. Al cap de poc, un mes després d'assumir el comandament del vaixell, es va presentar com a voluntari al servei de la Royal Navy (Armada Reial britànica), que s'estava preparant per a la Guerra dels Set Anys; allí iniciaria una brillant carrera dins la Marina. Tot i ser conscient que havia de començar de nou dins la jerarquia de la marina militar, Cook pensava que la seva carrera aquí progressaria més ràpidament i es va incorporar a l'Armada el 7 de juny de 1755.

### Família i fills
Malgrat haver passat gran part de la seva vida al mar, va tenir ocasió de formar una família. A l'edat de trenta-quatre anys es va casar amb Elizabeth Batts (1742–1835), la filla d'un dels seus mentors, Samuel Batts. Va ser el 21 de desembre de 1762 a l'església de St. Margaret, a Barking (Essex). Del matrimoni van nàixer sis fills: James (1763–1794), Nathaniel (1764–1781), Elizabeth (1767–1771), Joseph (1768–1768), George (1772–1772) i Hugh (1776–1793); molts van morir a la infantesa. Dels fills que sobrevisqueren, dos van ser mariners. Quan Cook no estava navegant, residia amb la seva família al barri de l'East End de Londres.

## Carrera naval a l'Armada

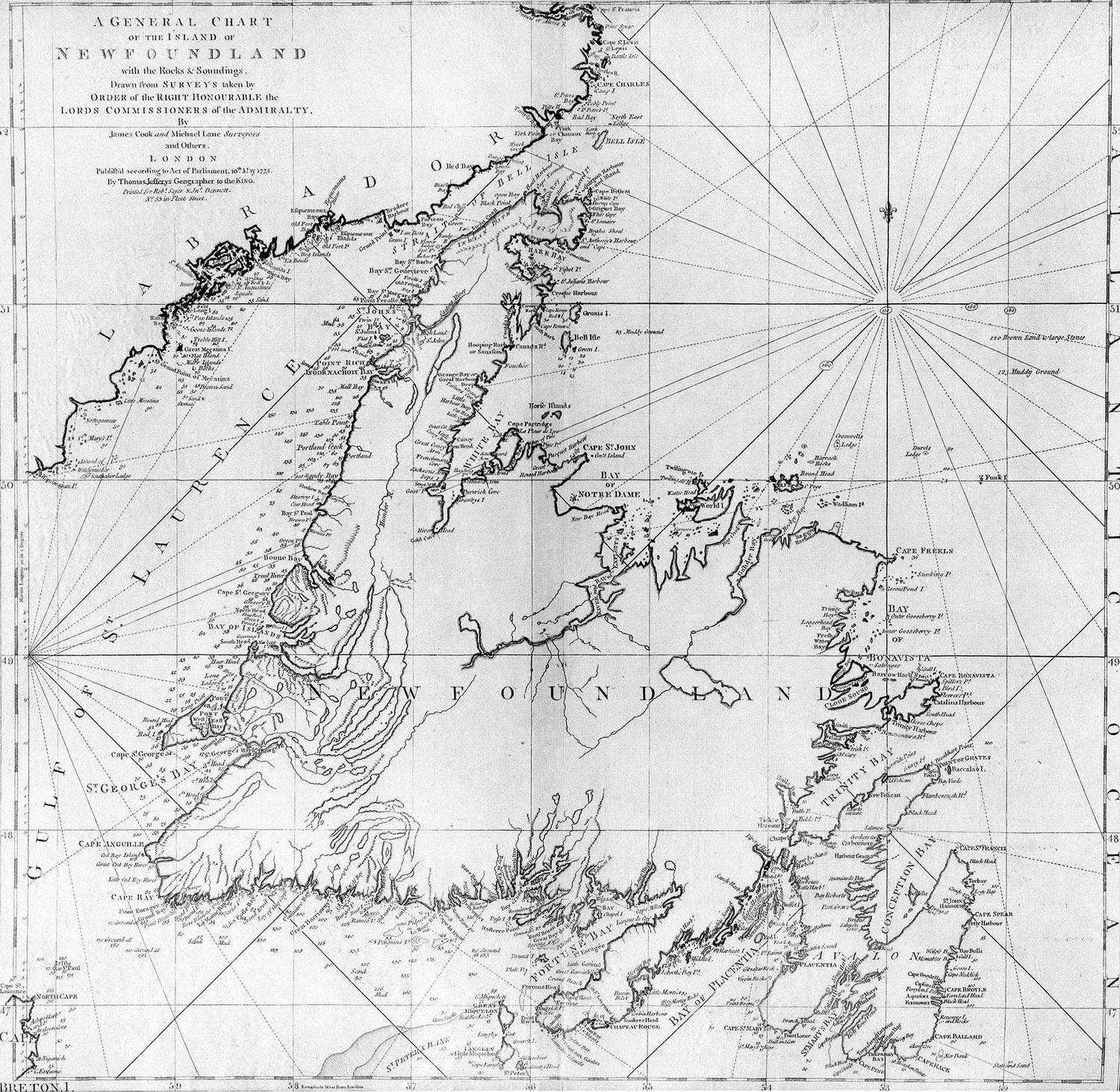
Carta de la costa de Terranova, realitzada per James Cook i Michael Lane.

Va començar com a master mate (company de mestratge), a bord del HMS Eagle, sota el comandament del capità Hugh Palliser. A l'octubre i novembre de 1755, a bord de l'Eagle, va participar en la captura d'un vaixell de guerra francès i l'enfonsament d'un altre; després d'aquests èxits, va ser ascendit a contramestre, a més de les seves altres funcions. El març de 1756, de manera temporal, va comandar el Cruizer, una unitat petita de suport de l'Eagle.
El juny de 1757 Cook aprovà els exàmens de Sailing Master al Trinity House, a Deptford, títol que el qualificava per navegar i maniobrar un vaixell de la flota del Rei. Després es va incorporar a la fragata Solebay sota el comandament del capità Robert Craig. Durant aquest període, va tenir responsabilitats en diverses accions de menys importància en les proximitats de les Illes Britàniques.
Durant la Guerra dels Set Anys, va anar a Amèrica del Nord comandant el HMS Pembroke, un vaixell nou (1757). El 1758 va prendre part en l'important assalt amfibi que va permetre que els anglesos capturessin Louisbourg als francesos. Cook després va participar en el setge de la ciutat de Quebec, acció anterior a la batalla de les planes d'Abraham, el 1759. Va mostrar un gran talent per a la topografia i la cartografia; ell va ser el responsable de realitzar els mapes d'una gran part de l'entrada del riu Sant Llorenç durant el setge, fet que va permetre que el general Wolfe pogués realitzar el seu famós atac furtiu a les planes d'Abraham.
Les habilitats com cartògraf de Cook van ser posades a prova a la dècada del 1760, quan va fer els mapes de la dentada costa de Terranova. Durant els anys 1763 i 1764 Cook topografià la zona del nord-oest, i el 1765 i 1766 feu els mapes de la costa sud entre la península de Burin i el cap de Ray i, finalment, el 1767, la costa occidental. Aquestes cinc temporades de Cook van donar com a resultat el primer mapa a gran escala i de gran exactitud sobre el lloc. També van donar a Cook un gran domini en la pràctica topogràfica i l'agrimensura, realitzada en condicions adverses, el que va cridar l'atenció de la Royal Navy i la Royal Society, en un moment crucial, tant en la carrera personal de Cook com en la postura britànica de cara als descobriments d'ultramar.
Arran de la seva intensa activitat a Terranova, va ser en aquesta època que Cook va deixar constància de les seves intencions futures:
| «                                                            | Més lluny que qualsevol altre home ha estat abans que jo, però tan lluny com penso que és possible per a un ésser humà anar. | » |
| — G. Williams. Captain Cook: Explorer, Navigator and Pioneer | |   |

## Els grans viatges

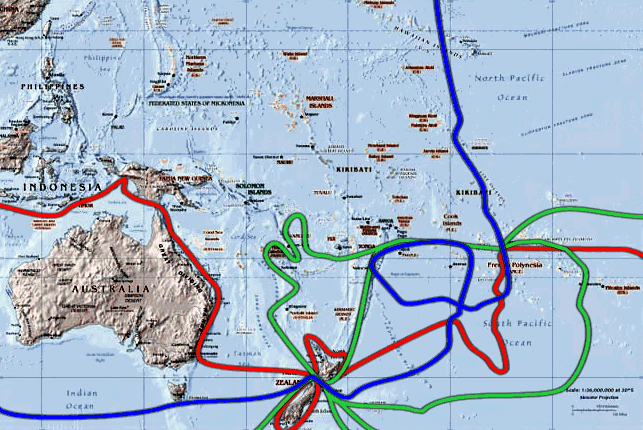
Gràfic amb detalls dels viatges de Cook.
- vermell: 1r viatge
- verd: 2n viatge
- blau: 3r viatge.

Cook va comandar tres grans viatges d'exploració:
1. El 1768, com comandament de la nau Endeavour, va transportar un grup d'astrònoms i al botànic Joseph Banks a l'illa de Tahití per observar el trànsit de Venus. Durant tres mesos va estar a la badia de Matavai, on va construir un fort en el que avui s'anomena punta Venus. La segona part del viatge consistia a explorar el suposat continent austral, tal com postulava Alexander Dalrymple. Navegant cap a l'oest va arribar a Nova Zelanda, on va cartografiar un mapa de la costa tan precís que es va continuar utilitzant durant quasi un segle. Així mateix, va comprovar que no formava part d'una estructura continental més gran (com alguns sostenien llavors), per la qual cosa la va circumnavegar per complet. Va creuar també l'estret que separa les dues illes majors i que porta avui el seu nom.
2. El 1772, en el segon viatge, comandà la nau Resolution, acompanyat pel Adventure, un altre vaixell, comandat per Tobias Furneaux. Amb Tahití com base, va navegar per dos cops rumb al sud gairebé fins a l'Antàrtida, fent la circumnavegació a una latitud molt septentrional i sent un dels primers a travessar el cercle polar antàrtic, el 16 de gener de 1773. Durant aquests intents va arribar a diverses illes. Aquesta expedició va demostrar que no existia cap continent austral, sinó la massa de gel antàrtica. A la seva tornada va rebre un nou ascens i va ser condecorat amb la medalla Copley i anomenat membre de la Royal Society.
3. En el seu tercer gran viatge, al juliol de 1776, novament al front del vaixell Resolution, va anar a la recerca d'un pas entre els oceans Atlàntic i Pacífic pel nord-oest. En el seu camí va trobar les illes Sandwich, avui anomenades Hawaii. No va tenir èxit en el seu objectiu original de trobar aquella comunicació, però va cartografiar la costa occidental d'Alaska i va presentar un informe precís sobre gran part de la hidrografia americana amb desembocadura a l'Atlàntic. En el viatge de tornada a Anglaterra, l'expedició va fondejar novament a les illes Sandwich, on va haver de romandre més temps del previst a causa de dificultats climàtiques que feien impossible la navegació. Això va generar tensions amb els indígenes del lloc a causa de l'escassetat de provisions, i, en una de les baralles, Cook va ser mort pels nadius.

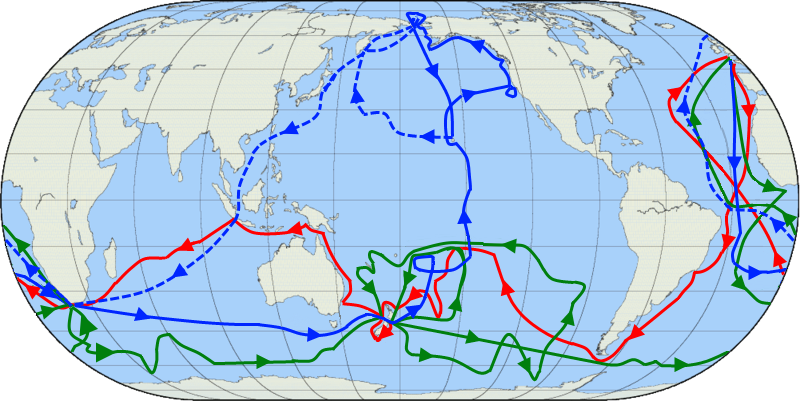
Les rutes dels viatges del capità James Cook. El
primer viatge correspon a la línia vermella, el segon a la verda i el tercer a la blava.

### Primer viatge (1768-1771)

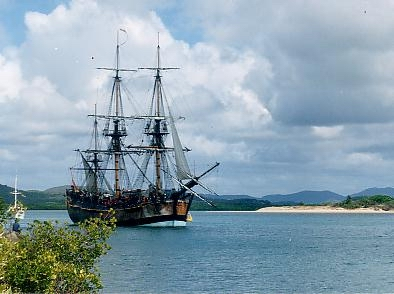
Rèplica de l'Endeavour que actualment hi ha fondejada al port de Cooktown. L'Endeavour, més tard, donaria el seu nom al Transbordador espacial Endeavour i al riu Endeavour.

En 1766, la Royal Society va contractar Cook per a comandar una expedició a l'oceà Pacífic, a fi d'observar i documentar el trànsit de Venus sobre el Sol. Per a aquest esdeveniment s'havien distribuït observadors per a tot el globus, i al Pacífic sud es va escollir l'illa de Tahití gràcies als informes del recent viatge de Samuel Wallis que acabava de tornar el maig del 1768. Cook fou promocionat al grau de tinent i comandà l'expedició. El 30 de juliol de 1768 l'Almirallat autoritzà la formació d'una companyia per al vaixell amb 73 mariners i 12 soldats de la marina reial. L'agost de 1768, l'expedició va salpar de Plymouth (Anglaterra) amb el vaixell HMB Endeavour, van doblar el cap d'Hornos i van continuar cap a l'oest per l'oceà Pacífic i el 13 d'abril de 1769 arribaren a Tahití.
El trànsit de Venus estava pronosticat per al 3 de juny d'aquell any, de manera que fins aquell moment es va encarregar de la construcció d'un petit fort i de l'observatori. L'astrònom designat per a la tasca d'observació va ser Charles Green, assistent de Nevil Maskelyne a la Royal Household. El principal propòsit de la missió era obtenir mesures que podrien ser usades amb més precisió per calcular la distància entre Venus i el Sol Si s'aconseguia això, llavors es podrien calcular les distàncies dels altres planetes coneguts basant-se en les seves òrbites relatives. Green, Cook i Solander van fer mesuraments per separat i malauradament van aparèixer variacions més grans que els marges d'error esperats. La instrumentació que van utilitzar era l'adequada per a l'època, però els mètodes utilitzats no eliminaven els errors. Més tard, quan els seus resultats van ser comparats amb els d'altres observadors d'aquest esdeveniment des d'altres parts del món, el resultat no va ser tan concloents o precisos com s'havia esperat. Cook va deixar escrit en les seves notes:
| «                                                                                                | Les observacions del Dr. Solander, així com les de Mr. Green i les meves, diferien entre si les unes de les altres en les observacions dels temps dels contactes molt més que es podia esperar. | » |
| — J.C. Beaglehole. The Journals of Captain James Cook on His Voyages of Discovery, vol. I, 1968. | |   |

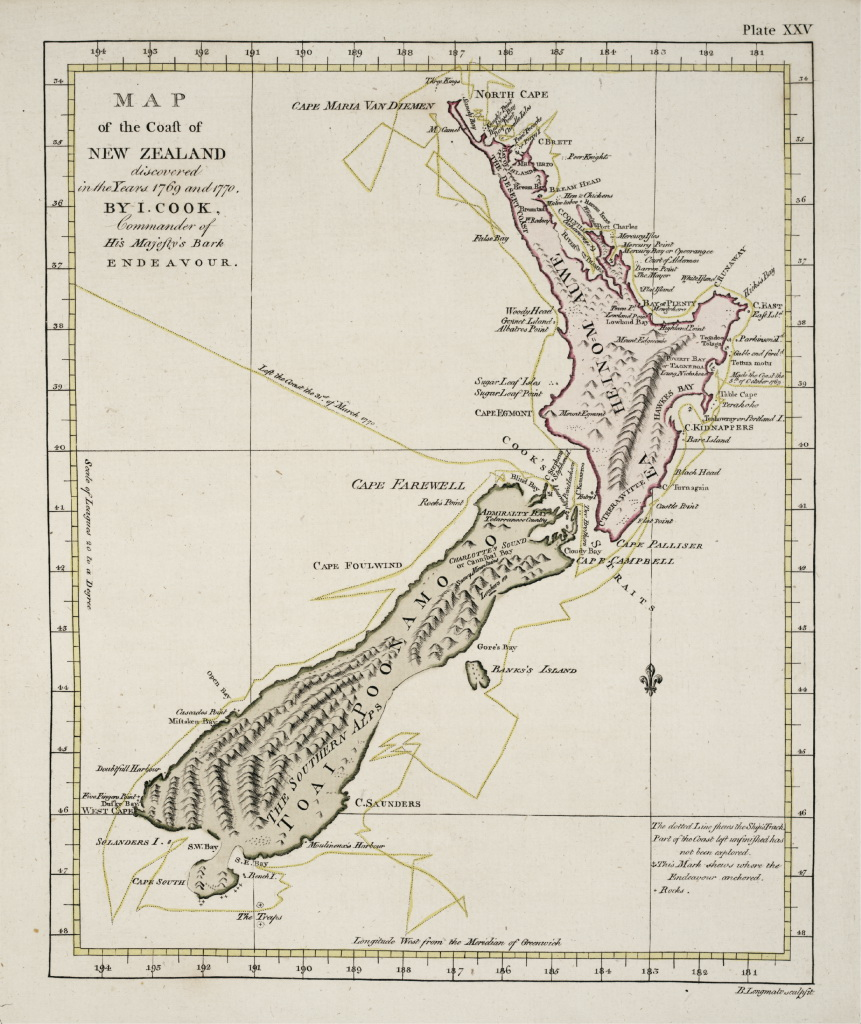
Mapa de Nova Zelanda fet per Cook

Una vegada que les observacions es van completar, Cook va partir per a realitzar el segon destí del seu viatge: cercar al Pacífic Sud senyals del continent més austral, la Terra Australis. La Royal Society, i especialment Alexander Dalrymple, creien que havia d'existir, però Cook tenia els seus propis dubtes al respecte. Amb l'ajuda de Tupaia, un tahitià que tenia un gran coneixement de la geografia del Pacífic, Cook va arribar fins a Nova Zelanda, explorant abans les illes de la Societat que va anomenar en honor de la Royal Society, promotora del viatge. Era el segon europeu en arribar a Nova Zelanda després d'Abel Tasman, que hi havia estat el 1642. Cook va circumnavegar Nova Zelanda, demostrant que no formava part de cap continent, i també va descobrir l'estret de Cook, que separa l'illa Nord de l'illa Sud, i que Tasman no havia vist. Va cartografiar tot el seu litoral amb una gran precisió, cometent només alguns errors menors.
A continuació, va partir amb el rumb oest, per intentar arribar a la Terra de Van Diemen (actualment Tasmània), que havia estat descoberta per Tasman, per establir si formava part del llegendari continent austral. No obstant això, els forts vents el van portar cap al nord. Quan van albirar terra, Cook la va nomenar Punta Hicks, ja que Leuit Hicks va ser el primer mariner a albirar-la. Cook va pensar que podia ser la Terra de Van Diemen, però en realitat era una part de la costa sud-est d'Austràlia, i amb això es van convertir en els primers europeus que van veure la costa est australiana. Aquest lloc s'ha calculat que seria un lloc a mig camí entre les actuals ciutats de Orbost i Mallacota, a l'estat de Victòria. Un nou reconeixement de la zona, realitzat el 1843, va tornar a batejar el lloc com cap Everard. Durant les celebracions dels dos-cents aniversari del descobriment, el nom va ser canviat un altre cop i s'anomenà Punta Hicks.
L'expedició va continuar cap al nord, vorejant la costa, sempre mantenint la terra a la vista. Cook va cartografiar i batejar diversos llocs. Després d'una setmana, van fondejar en una gran caleta de poca profunditat. En aquest lloc, anomenat Kurnell, Cook i la seva tripulació van tenir el primer contacte amb el continent. Al principi, Cook va anomenar el lloc badia Stingaree, a causa de la gran quantitat de rajades trobades allà; després, es va dir Botany Bay (badia Botànica), a conseqüència de les excepcionals espècies vegetals trobades per Banks, Solander i Spöring.

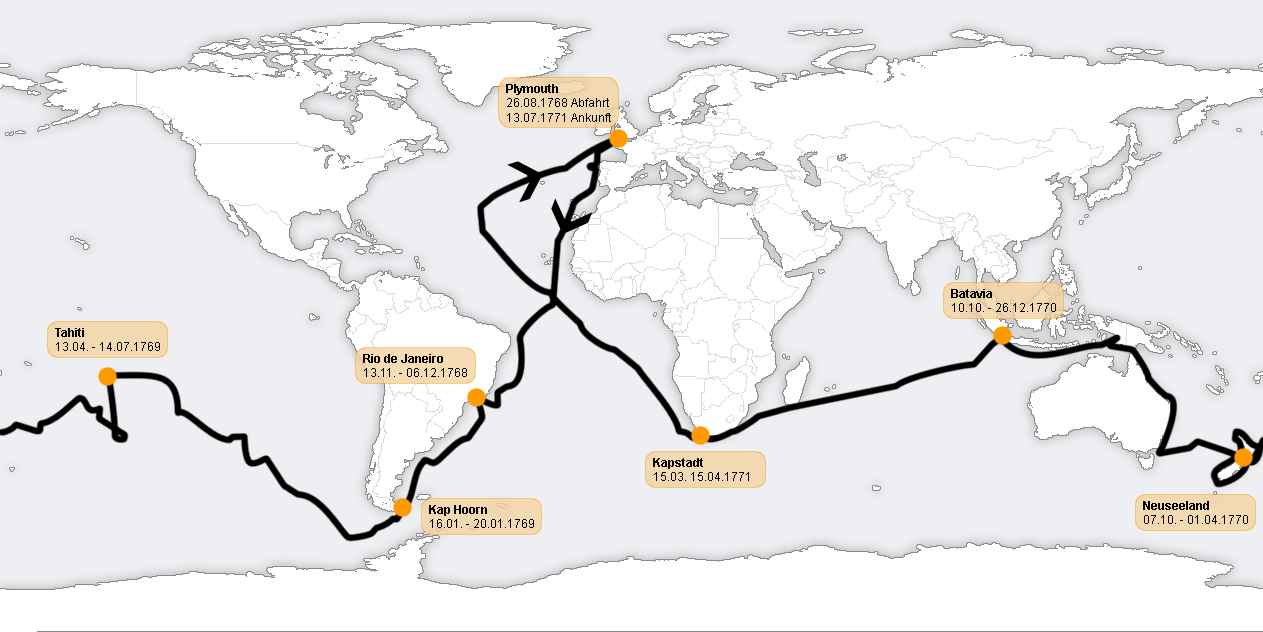
Ruta del primer viatge

Botany Bay, més tard, va ser considerat, especialment per Banks, com un bon lloc per establir-hi una colònia britànica. El 1788, uns divuit anys després d'aquest primer contacte, el capità Arthur Phillip va arribar allà per establir un fort i una colònia penal, però va trobar que la badia i els seus voltants no eren un lloc tan adequat com l'havien descrit. Llavors, Phillip va donar ordres de desplaçar-se cap al nord, al lloc que Cook havia anomenat Port Jackson tot i no haver-lo explorat en profunditat. Va ser a Sydney Cove que es va realitzar l'assentament, que serviria de fundació de l'actual Sydney. Durant molts anys, el lloc seguiria sent conegut com a Botany Bay. Aquí es van realitzar les primeres expedicions científiques per documentar la flora i la fauna d'Austràlia. En aquest viatge, Cook va tenir contacte amb aborígens, de la tribu Gweagal, descrits com individus de caràcter pacífic.
Cook va continuar cap al nord, cartografiant la costa. Hi va haver un contratemps quan, l'11 de juny de 1770, la nau Endeavour va travessar la Gran barrera de corall. El vaixell va quedar seriosament danyar, i el viatge es va demorar gairebé set setmanes; mentre, les reparacions es feien a la platja, prop dels molls de l'actual ciutat de Cooktown, a la boca del riu Endeavour. Durant la seva estada, Joseph Banks, Herman Spöring i Daniel Solander van elaborar la seva primera gran col·lecció de flora australiana. Allà, la tripulació va tenir trobades amb els aborígens, que eren majoritàriament pacífics. Pel contacte amb la tribu Guugu Yimithirr, va ser introduïda a l'idioma anglès la paraula kangaroo (cangur), derivada de d'gangaroo. El més curiós és que "kangaroo" no designava el nom de l'animal, sinó l'expressió "no l'entenc" amb què els indígenes responien les preguntes dels anglesos.
Una vegada que es van realitzar les reparacions, es va continuar amb el viatge, passant pel punt més nòrdic de la península del Cap York, i després navegar a través de l'estret de Torres, entre Austràlia i Papua Nova Guinea, que havia estat navegat per Luís Vaz de Torres el 1604.
Fins aquest moment de la travessa, Cook no havia perdut cap home a causa de l'escorbut, un èxit destacable i pràcticament desconegut en els viatges de llarga distància per mar durant el segle xviii. Cook obligava a la seva tripulació a menjar cítrics i xucrut, tot i que encara ningú entenia les raons per les quals ingerir aquests aliments prevenia l'escorbut. Després va navegar cap a Batavia, la capital de les Índies Orientals Holandeses, per realitzar reparacions a la nau. Batavia era coneguda pels seus brots de malària, i, abans que retornessin, una gran part de la tripulació de Cook va sucumbir a aquesta malaltia, i altres van patir disenteria, entre ells el tahitià Tupaia, el secretari finès de Banks, el científic finès Herman Spöring, l'astrònom Charles Green i l'il·lustrador Sydney Parkinson. L'illa Spöring va ser batejada així per Cook en honor de Herman Spöning i al seu treball durant el viatge.
Al seu retorn, els diaris de Cook van ser publicats, amb el que es va convertir en una mena d'heroi entre la comunitat científica. No obstant això, entre el públic en general, el botànic Joseph Banks va ser encara més famós. Banks eventualment va intentar aconseguir el comandament de la segona expedició, però finalment va desistir abans que el viatge comencés. Johann Reinhold Forster i el seu fill, Georg Forster, foren els científics del segon viatge. George, el segon fill de Cook, va néixer cinc dies abans que iniciés el segon viatge.

### Segon viatge (1772-1775)

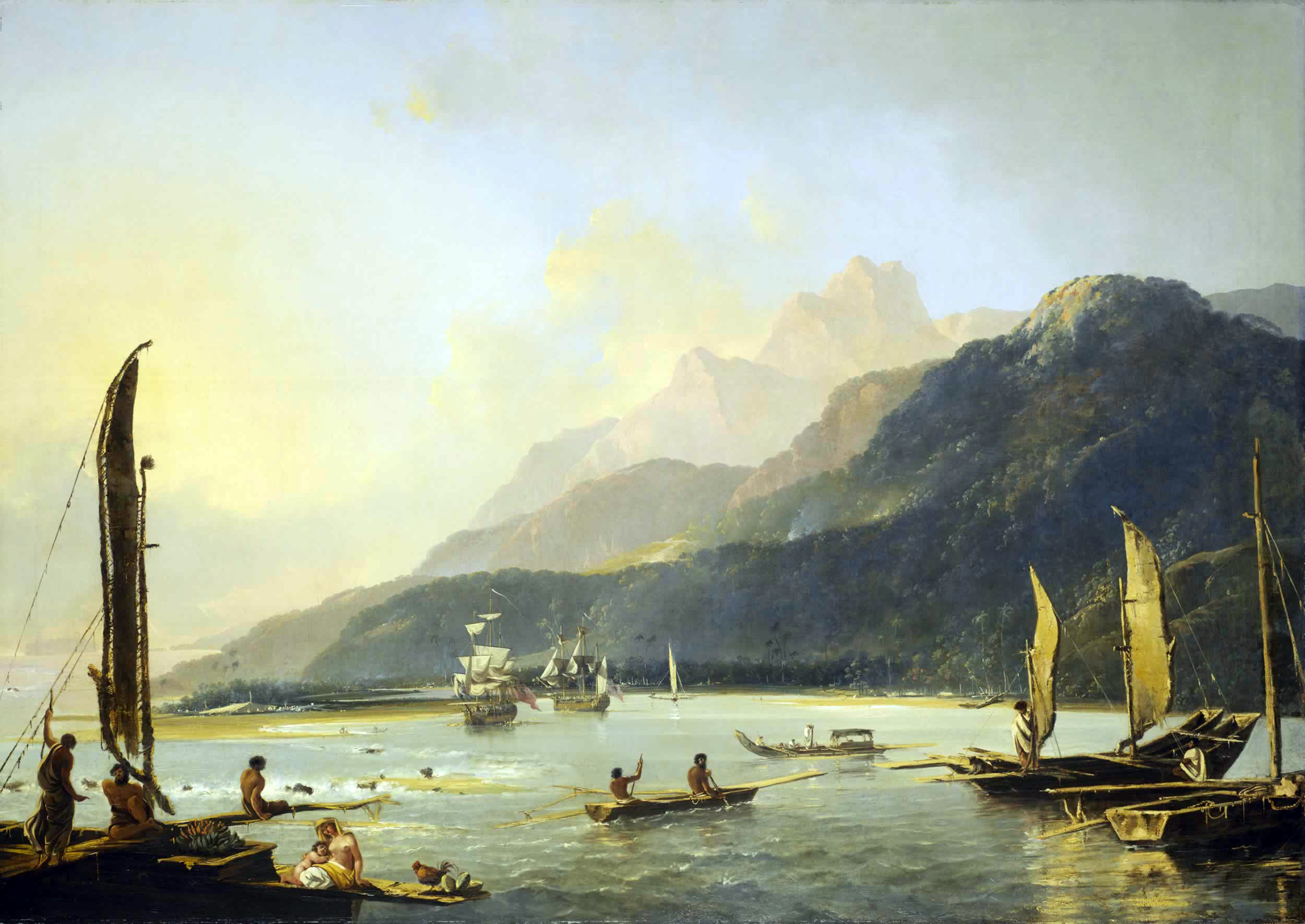
Les naus Resolution i Adventure pintades per William Hodges (1776)

Una vegada a Anglaterra, va ser promogut a comandant (master and commander). Havia navegat entre Tahití i Austràlia, havia circumnavegat Nova Zelanda i cartografiat la costa est d'Austràlia; mitjançant la circumnavegació de Nova Zelanda, s'havia demostrat que no estava unida pel sud a una massa continental més gran, i la cartografia de gairebé la totalitat de la costa est d'Austràlia havia demostrat que aquest territori era de mida continental. Malgrat tot, a la Royal Society s'insistia en l'existència de la Terra Australis, possiblement més al sud; malgrat les evidències, molts dels seus membres encara creien que aquest continent havia d'existir.
En aquest segon viatge, Cook va comandar la nau HMS Resolution, mentre que Tobias Furneaux comandà la nau d'acompanyament HMS Adventure. L'expedició va circumnavegar el globus terraqüi a una latitud sud molt elevada, convertint-se en un dels primers a creuar el cercle polar antàrtic; el 17 de gener de 1773, arribà als 71° 10′ sud. Va explorar les illes Hervey (actualment illes Cook), les illes Marqueses, l'illa de Pasqua, les illes dels Amics (Friendly Islands, avui Tonga) i va descobrir les illes Geòrgia del Sud i Sandwich del Sud. A la boira antàrtica, els dos vaixells es van separar. Furneaux va dirigir-se cap a Nova Zelanda, on va perdre alguns dels seus homes en una baralla amb els maoris, i després va navegar cap a Gran Bretanya; mentre, la nau de Cook va continuar explorant la zona de l'Antàrtida.
Cook gairebé va descobrir el continent antàrtic, però va tornar cap al nord, en direcció a Tahití per reparar i avituallar el vaixell. Després va reprendre el seu curs cap al sud en un segon intent infructuós de trobar el continent. En aquest tram del viatge va portar amb ell a un jove tahitià anomenat Omai, que va demostrar ser una mica menys bon coneixedor del Pacífic del que era Tupaia en el primer viatge. Durant el viatge de tornada, el 1774, va descobrir les illes de Palmerston, Niue i Norfolk i va explorar Nova Caledònia i Vanuatu. Els seus informes al retorn del viatge van apaivagar les opinions sobre el popular mite de la Terra Australis.
Un altre èxit del segon viatge va ser l'ús amb molt bons resultats del cronòmetre Larcum Kendall K1, que va facilitar el poder mesurar la longitud d'una manera més precisa.
En tornar, Cook va ser ascendit a la jerarquia naval de capità, i se li va atorgar un recés honorari de la Royal Navy, com oficial a l'Hospital de Greenwich. Es va mostrar reticent en el moment d'acceptar el nou destí, i insistí que se li permetés abandonar el lloc si l'oportunitat per al servei actiu es presentava. Cook no podia estar allunyat del mar. L'any 1776 es va planificar un tercer viatge per trobar el pas del Nord-oest. Cook havia de viatjar un altre cop al Pacífic i esperava poder passar del Pacífic a l'Atlàntic, mentre que un viatge simultani es programava per la ruta contrària.

### Tercer viatge (1776–79) i mort

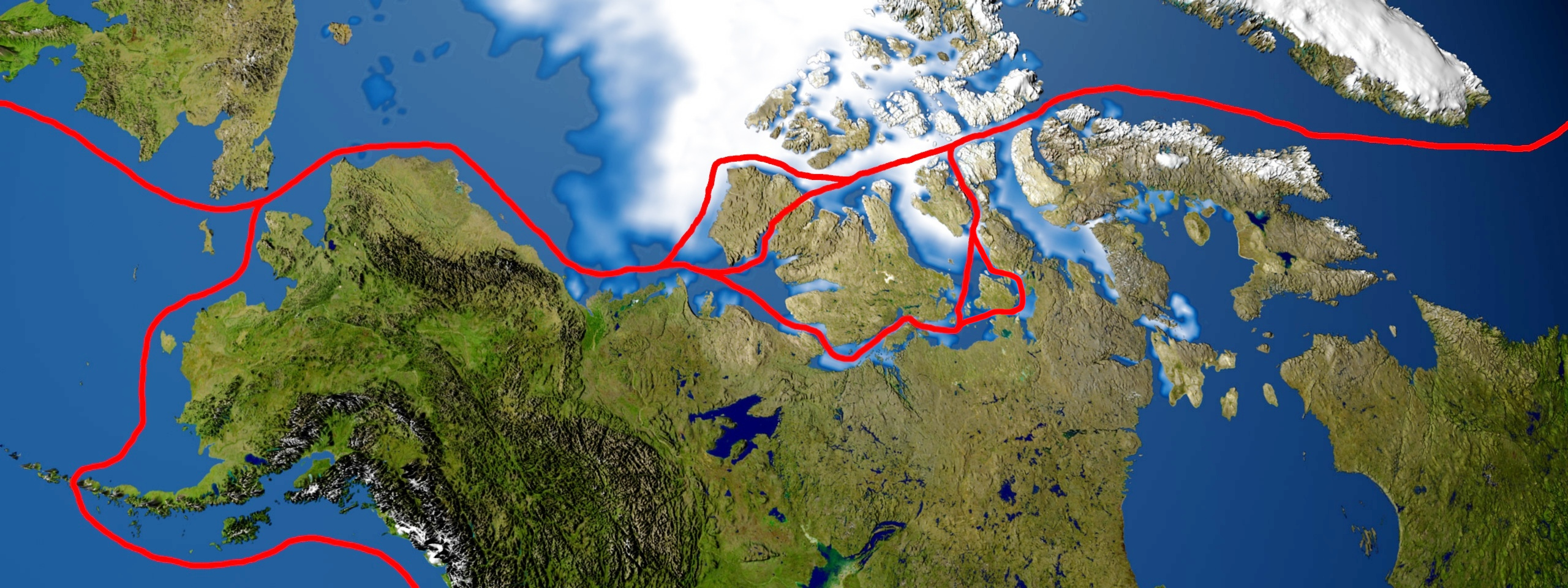
El pas del Nord-Oest amb l'actual ruta principal i les variants. El primer a aconseguir-ho va ser Roald Amundsen el 1903–1906.

En el seu últim viatge, Cook va comandar un cop més el HMS Resolution, mentre que el capità Charles Clerk comandava el HMS Discovery. De cara a l'opinió pública, el viatge va ser planejat per portar Omai de tornada cap a Tahití; això era el que el públic en general creia, ja que Omai s'havia convertit en un dels temes d'interès a Londres. Però el propòsit principal del viatge era un intent per descobrir el famós pas del Nord-oest.

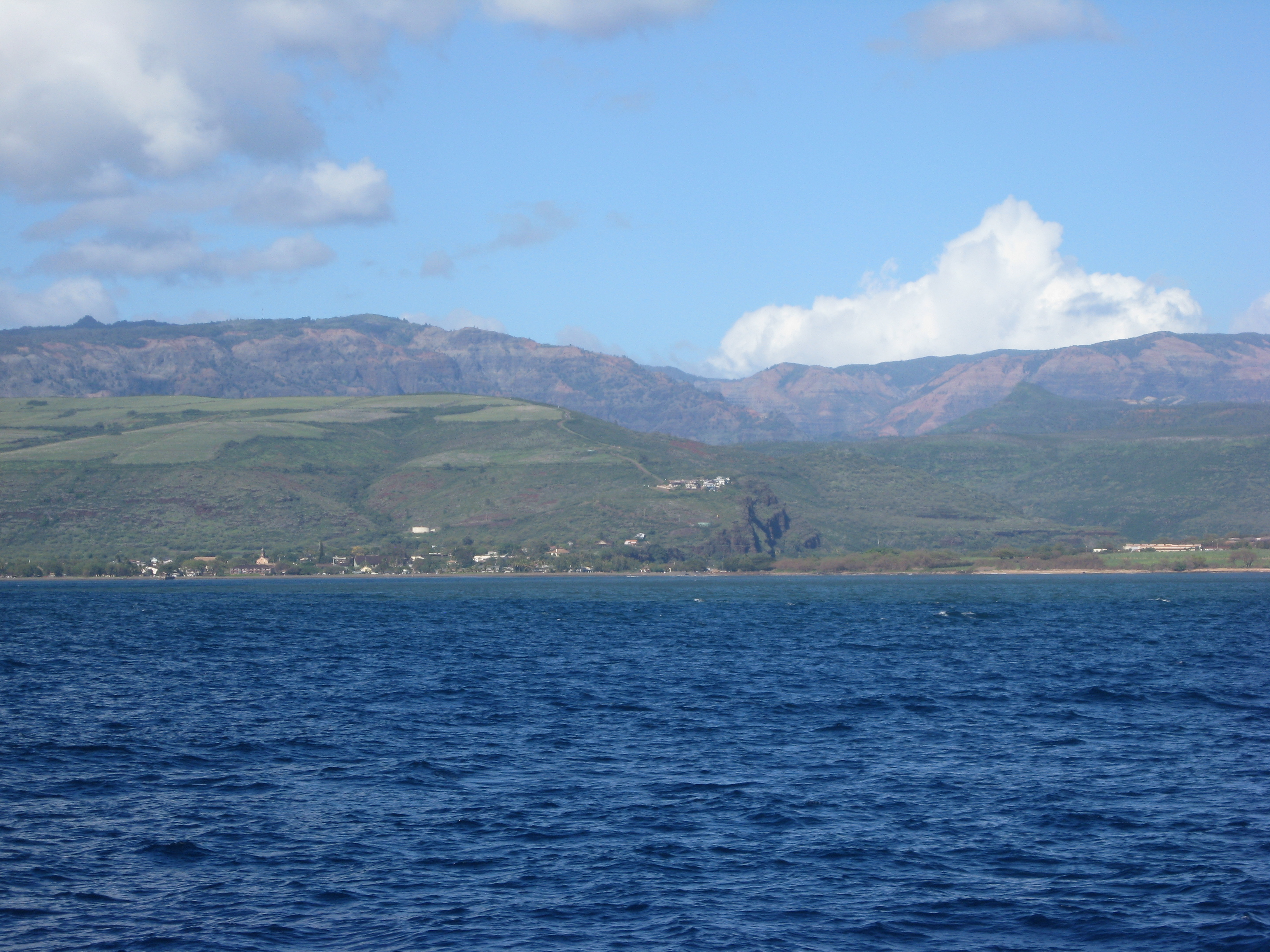
Waimea, a l'illa de Kauai vista des del mar. Va ser el primer punt on desembarcà Cook el 1778.

Després de deixar Omai a Tahití, Cook va viatjar cap al nord, i el gener de 1778 es va convertir en el primer europeu a visitar les illes Hawaii –al port de Waimea, Kauai–, a les que va anomenar illes Sandwich; el nom era una dedicatòria al quart comte de Sandwich, John Montagu, en aquell moment cap de l'Almirallat. A Hawaii va ser tractat amb una gran reverència, ja que els nadius van pensar que era una reencarnació del déu Lono.
Des del Pacífic Sud, va viatjar al nord-est per explorar la costa oest d'Amèrica del Nord, prop d'on residien les Primeres Nacions índies, a Yuquot (Nootka Sound) a l'illa de Vancouver. Sense saber-ho, passa davant de l'estret de Juan de Fuca. Va explorar i va traçar mapes de la costa, des de Califòrnia fins a l'estret de Bering. En el trajecte, identificà l'estuari que seria conegut com a cala Cook, a Alaska. S'ha arribat a dir que, en una sola visita, Cook va traçar per primera vegada mapes de la major part de la costa nord-oest d'Amèrica del Nord, determinant l'extensió d'Alaska i complementant els buits del territori de domini rus (a l'oest) i espanyol (al sud), explorant els límits del Nord del Pacífic.
Va arribar fins a l'estret de Bering, però va haver de retrocedir a causa del gel; la zona va resultar ser intransitable tot i que va fer diversos intents per navegar a través d'ella. Finalment, encara que va fer diversos intents, no el va poder travessar; el viatge es va fer cada vegada més frustrant. Sembla que Cook havia començat a tenir algun trastorn estomacal; s'ha especulat que això justifica un cert comportament irracional cap al seu equip com explicació al seu comportament irracional cap a la tripulació, com obligar-los a menjar carn de foca que es trobava en mal estat.
Cook va tornar a Hawaii el 1779. Després de navegar al voltant de l'arxipèlag durant unes vuit setmanes, va tocar terra a Kealakekua Bay, a l'illa de Hawaii, la més gran de l'arxipèlag. L'arribada de Cook pot haver coincidit amb el Makahiki, un festival tradicional de la collita amb culte al déu polinesi Lono. De fet, la forma de vaixell de Cook, o més concretament la formació del pal, veles i aparells, s'assemblava a certs aparells importants que formaven part de la temporada de culte. De la mateixa manera, el sentit de la ruta al voltant de les illes del vaixell abans de fer terra s'assemblava a les processons que van tenir lloc en el sentit del rellotge al voltant de l'illa durant les festes Lono. S'ha argumentat (més extensament per Marshall Sahlins) que aquestes coincidències són les raons de la deïficació inicial vers Cook, i en certa manera de la seva tripulació, per alguns hawaians. Encara que aquesta visió va ser suggerida pels membres de l'expedició de Cook, la idea que els hawaians consideressin a Cook com el déu Lono, va ser impugnada el 1992.

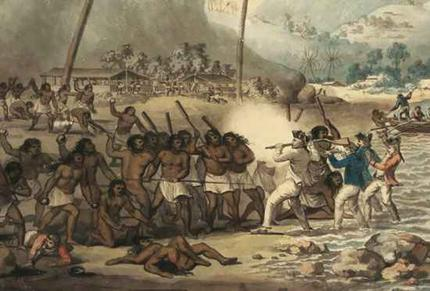
La mort de Cook, pintat per John Cleveley el 1784

El 14 de febrer, a Kealakekua Bay, alguns hawaians van robar un pot petit que pertanyia a Cook. Normalment, com els robatoris eren comuns a Tahití i altres illes, es prenien ostatges fins que les coses robades reapareixien. Però Cook va planejar prendre com a ostatge al rei de Hawaii, Kalaniopuu. A causa de la irracionalitat dels seus actes, va tenir un conflicte amb una gran multitud de nadius a la platja, amb la qual cosa, durant l'escaramussa, es van disparar alguns trets cap als hawaians i aquests van acabar matant Cook, per devorar-lo després.
Clerk es va fer càrrec de l'expedició i va fer un intent final de creuar l'estret de Bering, sense èxit. El Resolution i el Discovery, llavors comandat per James Burney, van estar de tornada a Londres el 1780.

## Llegat

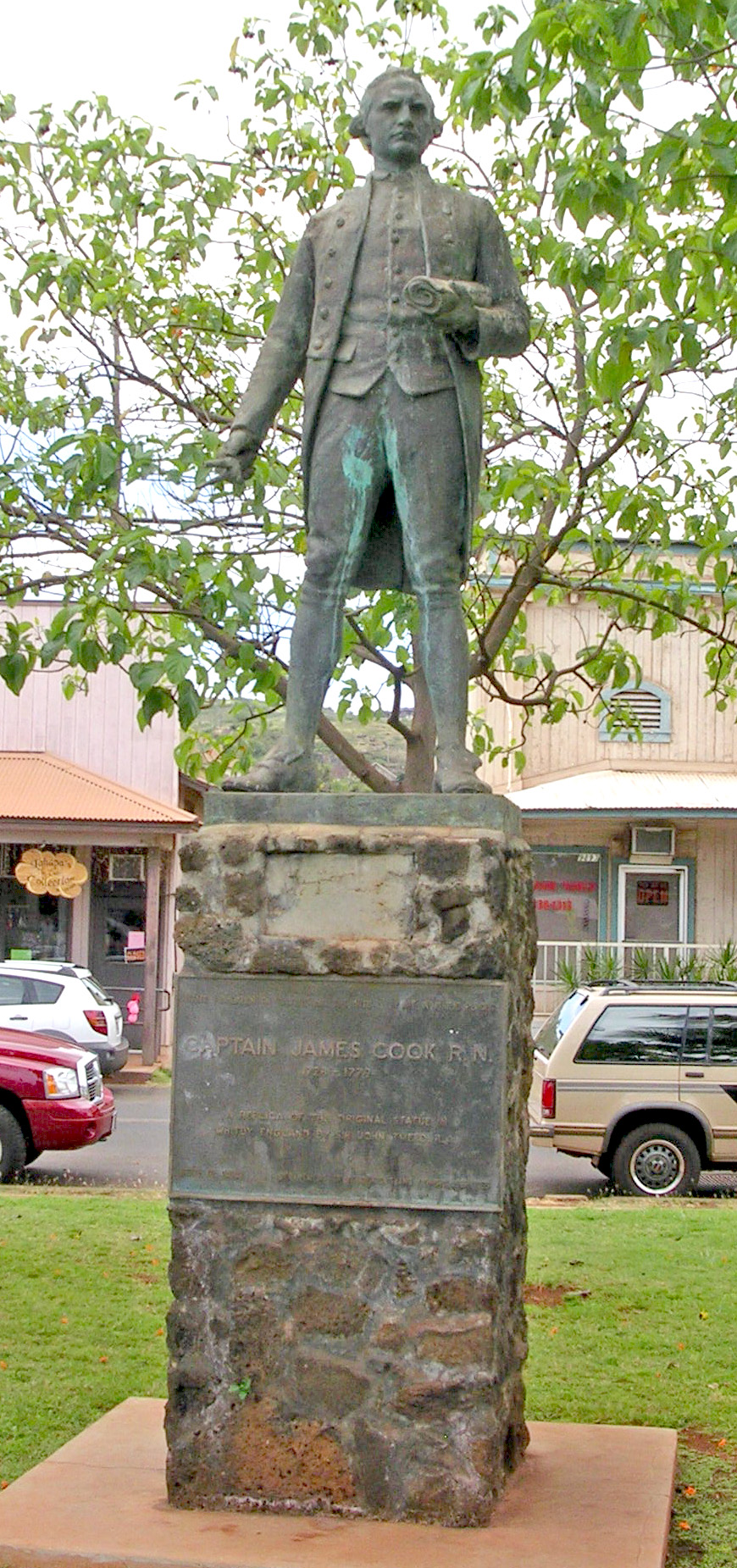
Una estàtua de James Cook ubicada a Waimea, Kauai, que commemora el seu primer contacte amb les illes, el gener de 1778.

Els onze anys de navegació de Cook per l'oceà Pacífic contribuïren en gran manera a augmentar els coneixements europeus sobre la zona. Moltes illes, com l'illa de Pasqua i les illes Sandwich, van ser trobades per primer cop per europeus. la contribució més reeixida de Cook va ser la creació de la cartografia naval de grans zones del Pacífic amb una gran precisió.
Per a la creació de mapes i cartes nàutiques, és necessari conèixer la latitud i la longitud. Els navegants eren capaços de calcular la latitud de manera precisa des de feia segles, mesurant la distància angular al Sol o a una altra estrella del firmament mitjançant un sextant; però la longitud era més difícil de determinar, puix que era necessari saber el temps transcorregut entre el migdia solar del punt origen (Greenwich) i el midgia solar del lloc on es trobava l'observador. En l'època de Cook encara no existien cronòmetres que es poguessin utilitzar en embarcacions amb precisió.
Cook va calcular longituds amb exactitud durant el seu primer viatge, gràcies a les seves habilitats de navegació, a l'ajuda de l'astrònom Charles Green i utilitzant les taules recentment publicades, Nautical Almanac, que contenien les distàncies entre la lluna i set estrelles seleccionades. En el seu segon viatge, va utilitzar el cronòmetre K1, fet per Larcum Kennedy, que era de la mida d'un rellotge de butxaca. Era una còpia del rellotge H4 fet per John Harrison, el qual havia estat el primer a mantenir el mesurament del temps de forma encertada al mar, en ser usat en el viatge de Deptford a Jamaica, entre 1761 i 1762.
L'acompanyaren diversos artistes en el primer viatge; Sydney Parkinson va realitzar molts dels esbossos i en va completar més de 264 dibuixos abans de la seva mort que arribà gairebé al final del viatge. Aquests van ser d'immens valor científic per als botànics britànics. En la segona expedició de Cook va participar l'artista William Hodges que va realitzar pintures de paisatges de Tahití, l'Illa de Pasqua i altres llocs.
Durant els diversos viatges va estar acompanyat per diversos científics, les observacions i els descobriments dels quals sumaren importància als viatges. Els botànics Joseph Banks i Daniel Solander van acompanyar-lo en el primer viatge, entre ambdós van recol·lectar més de 3.000 espècies de plantes.
Cook va ser el primer europeu a tenir un contacte ampli amb els habitants del Pacífic. Va navegar per diverses illes properes a les Filipines, i fins i tot a illes petites i més remotes del Pacífic el sud; va arribar a conclusió encertada que hi havia una relació ètnica entre totes les persones del Pacífic, malgrat que es trobessin separades per grans distàncies.
Cook es va assegurar que a la dieta de la seva tribulació hi hagués cítrics, per controlar l'escorbut una malaltia bastant comuna en aquest tipus de viatges, causada per la falta de vitamina C en les ingestes, la qual podia tenir conseqüències fatals si no era tractada.

### Botànica
A la llista de botànics per abreviació d'autor apareix l'abreviatura Cook que s'empra per indicar que James Cook és l'autoritat en la descripció i classificació científica d'alguns vegetals. Entre elles: 
- Arecaceae Attalea colenda (Cook) Balslev & A.J.Hend. -- Brittonia 39: 1. 1987 (GCI)
- Cyperaceae Bolboschoenus caldwellii (Cook) Soják -- Čas. Nár. Mus., Odd. Přír. 141(1-2): 62. 1972 (IK)
- Cyperaceae Bolboschoenus medianus (Cook) Soják -- Čas. Nár. Mus., Odd. Přír. 141(1-2): 63. 1972 (IK)
- Arecaceae Catoblastus drudei Cook & Doyle -- Contr. U.S. Natl. Herb. xvi. 233 (1913). (IK)
- Leguminosae Chamaecrista portoricensis var. atlantica H.S.Irwin & Barneby -- Mem. New York Bot. Gard. 35(2): 765 (1982). (IK)
- Caesalpiniaceae Chamaecrista portoricensis O.F.Cook & G.N.Collins var. callosa Cook & Collins (GCI)
- Caesalpiniaceae Chamaecrista portoricensis O.F.Cook & G.N.Collins var. granulata (Urb.) Cook & Collins (GCI)
- Arecaceae Gaussia maya (Cook) H.J.Quero & Read -- Syst. Bot. 11(1): 152. 1986 (IK)
- Arecaceae Gaussia maya (Cook) H.J.Quero & Read -- Syst. Bot. 11: 152. 1986 (GCI)
- Leguminosae Herpetica Cook & Collins -- Contr. U.S. Natl. Herb. viii. (1903) 159. (IK)
- Leguminosae Herpetica alata Cook & Collins -- Contr. U.S. Natl. Herb. viii. (1903) 159. (IK)
- Fabaceae Meibomia incana Vail var. angustifolia (Griseb.) Cook & Collins (GCI)
- Fabaceae Meibomia incana Vail var. angustifolia (DC.) Cook & Collins (GCI)
- Arecaceae Phytelephas seemannii subsp. brevipes (Cook) Barfod -- Opera Bot. 105: 64. 1991 (GCI)
- Arecaceae Phytelephas seemannii subsp. brevipes (Cook) Barfod -- Opera Bot. 105: 64 (1991), without exact basionym page:. (IK)
- Pinaceae Pinus genuensis Cook -- Sketch. Spain, ii. 236. (IK)
- Pinaceae Pinus hispanica Cook -- Sketch. Spain, ii. 337. (IK)
- Fagaceae Quercus quexigo Cook ex Willk. & Lange -- Prodr. Fl. Hispan. 1(2): 240. 1862 [Jan-Mar 1862] (IK)